# John Da Silva
John Walter Da Silva (ur. 11 czerwca 1934 w Pukekohe, zm. 8 kwietnia 2021 na wyspie Great Barrier) – nowozelandzki zapaśnik walczący w stylu wolnym. Olimpijczyk z Melbourne 1956, gdzie zajął dziesiąte miejsce w kategorii ponad 87 kg.
Piąty na igrzyskach Imperium Brytyjskiego i Wspólnoty Brytyjskiej w 1958.
Jego syn Garth Da Silva był bokserem, olimpijczykiem z Atlanty 1996.

## Letnie Igrzyska Olimpijskie 1956
| Konkurencja       | Rundy eliminacyjne        | Rundy eliminacyjne    | Klas. końcowa |
| Konkurencja       | Przeciwnik II             | Przeciwnik III        | Miejsce       |
| ----------------- | ------------------------- | --------------------- | ------------- |
| +87 kg styl wolny | Iwan Wychrystiuk (ZSRR) P | Hussain Noori (IRI) P | 10.           |